# Eberhard Ludvig af Württemberg
Eberhard Ludvig af Württemberg (født 18. september 1676, død 31. oktober 1733) var den tiende hertug af Württemberg fra han blev myndig i 1693 til sin død i 1733. Hans far døde allerede i 1677, da han var et år gammel, derfor regerede hans mor Magdalena Sibylla af Hessen-Darmstadt for ham mellem 1677 og 1693